# بورینتسه
بورینتسه (به صربی: Borince) یک منطقهٔ مسکونی در صربستان است که در بوینیک واقع شده‌است. بورینتسه ۴۵ نفر جمعیت دارد.